# Wegwielrennen op de Paralympische Zomerspelen 2020 - Tijdrit mannen C1
De tijdrit mannen C1 bij het wegwielrennen tijdens de XVIe Paralympische Zomerspelen, vond plaats op de Fuji Speedway een racecircuit in de Japanse prefectuur Shizuoka.

## Uitslag
| #      | renner                           | renner | tijd     | tijd     |
| ------ | -------------------------------- | ------ | -------- | -------- |
| Goud   | Mikhail Astashov                 | RPC    | 24:53.37 |          |
| Zilver | Aaron Keith                      | USA    | 24:55.40 | +2.03    |
| Brons  | Michael Teuber                   | GER    | 24:58.67 | +5.30    |
| 4      | Pierre Senska                    | GER    | 26:25.41 | +1:32.04 |
| 5      | Mohamad Yusof Hafizi Shaharuddin | MAS    | 26:46.56 | +1:53.19 |
| 6      | Li Zhangyu                       | CHN    | 27:23.62 | +2:30.25 |
| 7      | Ross Wilson                      | CAN    | 27:57.31 | +3:03.94 |
| 8      | Carlos Alberto Gomes Soares      | BRA    | 28:13.44 | +3:20.07 |
| 9      | Rodrigo Fernando Lopez           | ARG    | 30:01.61 | +5:08.24 |
| 10     | Damian Lopez Alfonso             | CUB    | 30:45.20 | +5:51.83 |
|        | Ricardo Ten Argilés              | ESP    | DNF      | DNF      |